# Christy Schwundeck
 (janvier 2022).
La mise en forme du texte ne suit pas les recommandations de Wikipédia : il faut le « wikifier ».
Les points d'amélioration suivants sont les cas les plus fréquents. Le détail des points à revoir est peut-être précisé sur la page de discussion.
- Les titres sont pré-formatés par le logiciel. Ils ne sont ni en capitales, ni en gras.
- Le texte ne doit pas être écrit en capitales (les noms de famille non plus), ni en gras, ni en italique, ni en « petit »…
- Le gras n'est utilisé que pour surligner le titre de l'article dans l'introduction, une seule fois.
- L'italique est rarement utilisé : mots en langue étrangère, titres d'œuvres, noms de bateaux, etc.
- Les citations ne sont pas en italique mais en corps de texte normal. Elles sont entourées par des guillemets français : « et ».
- Les listes à puces sont à éviter, des paragraphes rédigés étant largement préférés. Les tableaux sont à réserver à la présentation de données structurées (résultats, etc.).
- Les appels de note de bas de page (petits chiffres en exposant, introduits par l'outil «  Source ») sont à placer entre la fin de phrase et le point final[comme ça].
- Les liens internes (vers d'autres articles de Wikipédia) sont à choisir avec parcimonie. Créez des liens vers des articles approfondissant le sujet. Les termes génériques sans rapport avec le sujet sont à éviter, ainsi que les répétitions de liens vers un même terme.
- Les liens externes sont à placer uniquement dans une section « Liens externes », à la fin de l'article. Ces liens sont à choisir avec parcimonie suivant les règles définies. Si un lien sert de source à l'article, son insertion dans le texte est à faire par les notes de bas de page.
- La présentation des références doit suivre les conventions bibliographiques. Il est recommandé d'utiliser les modèles {{Ouvrage}}, {{Chapitre}}, {{Article}}, {{Lien web}} et/ou {{Bibliographie}}. Le mode d'édition visuel peut mettre en forme automatiquement les références.
- Insérer une infobox (cadre d'informations à droite) n'est pas obligatoire pour parachever la mise en page.

Pour une aide détaillée, merci de consulter Aide:Wikification.
Si vous pensez que ces points ont été résolus, vous pouvez retirer ce bandeau et améliorer la mise en forme d'un autre article.
 (janvier 2022).
Christy Schwundeck était une citoyenne allemande d'origine nigériane. Le 19 mai 2011, elle s'est rendue dans une agence pour l'emploi à Francfort-sur-le-Main et a demandé de l'argent car ses allocations avaient cessé et elle avait faim. Elle a refusé de quitter le centre et lorsque la police est arrivée, une situation s'est développée dans laquelle elle a poignardé un policier et un autre policier lui a tiré dans l'estomac, la tuant. Sa mort a provoqué l'indignation internationale. Le policier a été innocenté de toutes les accusations pour légitime défense.

## Début de la vie
En 1995, Christy Schwundeck quitte Benin City au Nigeria et demande l'asile en Allemagne. Elle a travaillé comme femme de ménage et a obtenu un permis de séjour, devenant citoyenne allemande. Elle a épousé un Allemand, prenant son nom de famille,. Elle vivait à Aschaffenbourg en Bavière, où elle a vécu le racisme au quotidien parce qu'elle était une femme noire. Son mariage a rompu au début de 2011, même si elle est restée amie avec son ex-mari et au printemps, elle a déménagé à Francfort-sur-le-Main.

## Incident
Tôt le matin du 19 mai 2011, Schwundeck a appelé son ex-mari en détresse car la semaine précédente, elle avait demandé une aide financière à l'agence pour l'emploi et n'avait reçu aucune réponse. Il lui a conseillé d'aller au centre pour demander une avance. À 8 h 30, elle s'est rendue au centre pour l'emploi de la Mainzer Landstraße. Elle percevait des prestations dans le cadre du système Hartz IV mais n'avait pas reçu le dernier versement au 1er mai et n'avait pas d'argent,.
Elle avait auparavant reçu de l'argent d'urgence dans les agences pour l'emploi d'Aschaffenburg et de Wiesbaden, comme l'exigeait la loi Pour se rendre au centre, elle a été forcée de prendre le train sans billet. Au centre, elle est entrée dans la salle 22 et a demandé 10 euros en espèces pour acheter de la nourriture. Le conseiller a refusé de lui donner de l'argent et elle a décidé de rester assise, ce qui a entraîné l'appel de la sécurité. Le chef d'équipe adjoint s'est également impliqué ; il a offert à Schwundeck un bon de nourriture qui équivaudrait à ses prestations en juin, qu'elle ne voulait pas prendre. Elle a continué à s'asseoir sur son siège.
À 8 h 50, la police de Francfort a reçu un appel du centre pour l'emploi disant qu'une femme faisait des ennuis et refusait de partir. Deux agents (un homme, une femme) se sont garés à l'extérieur du centre à 9 h 1 et sont entrés à l'intérieur, trouvant quatre personnes dans la chambre 22, à savoir le conseiller, le chef d'équipe adjoint, un agent de sécurité et Christy Schwundeck. Schwundeck était toujours assise sur son siège avec son sac sur la table à côté d'elle. Un agent lui a demandé une pièce d'identité et elle a mis sa main à l'intérieur du sac, mais n'a produit aucune pièce d'identité. Lorsque le policier est allé chercher son sac, Schwundeck l'a poignardé avec un couteau. La femme officier s'est retirée jusqu'à la porte de la pièce et a sorti son arme. Elle a crié « Lass das Messer tombée, oder ich schieße! » (« Lâchez le couteau ou bien je tire ») et quand Schwundeck n'a pas obtempéré, elle lui a tiré dessus.
Schwundeck a reçu une balle dans l'estomac et est décédée des suites de ses blessures. Il a été enregistré plus tard qu'elle avait été testée négative pour la drogue et n'avait rien dans l'estomac sauf un liquide verdâtre-brunâtre, avec 9 centimes d'euro dans son portefeuille. Au moment de sa mort, elle avait 39 ans.

## Procédure judiciaire
En janvier 2012, le procureur de la République a classé sans suite l'affaire contre la policière, au motif qu'elle avait agi en état de légitime défense. Le procureur a déclaré que Schwundeck avait couru vers la policière, la faisant craindre pour sa vie. Il a dit que l'utilisation de gaz poivré ou d'un coup de semonce était impraticable dans une petite pièce. En mars 2012, Der Spiegel a rapporté que le frère de Schwundeck et son ex-mari avaient déposé une plainte légale auprès du procureur général qui exigeait un procès contre l'officier.

## Héritage
La mort de Schwundeck a choqué la diaspora africaine. Claudia Czernohorsky-Grüneberg, responsable des agences pour l'emploi de Francfort, a déclaré à l'émission de télévision de Hessischer Rundfunk  que la demande de 10 euros était légitime. Dans une interview avec T-Online, Siraad Wiedenroth (directeur d'Initiative Schwarze Menschen) a noté que le temps entre l'appel de la police et la mort de Schwundeck était de moins d'une heure.
En 2019, des manifestants ont commémoré la mort de personnes à la suite du système Hartz IV devant la Cour constitutionnelle fédérale, où les sanctions prises sous Hartz IV ont été contestées. Les manifestants de Black Lives Matter en Allemagne ont établi des liens entre la mort de Schwundeck et d'autres décès en garde à vue comme ceux d' Ousman Sey, Dominique Koumadio, Slieman Hamade et N'deye Mareame Sarr. Des liens ont également été établis avec la mort d'Oury Jalloh.
Lors d'un événement commémoratif à Francfort en 2021 qui a marqué les dix ans de la mort de Schwundeck, une représentante de l'Initiative Christy Schwundeck a imputé les événements au « racisme institutionnel meurtrier ».